# لتسا
لتسا (به آلمانی: Leetza) یک منطقهٔ مسکونی در آلمان است که در تسانا-لشتر واقع شده‌است. لتسا ۳۵۹ نفر جمعیت دارد.